# Matt Mitchell
Matt Mitchell (* 16. März 1957 in Berkeley, Kalifornien) ist ein ehemaliger US-amerikanischer Tennisspieler.

## Leben
Mitchell studierte an der Stanford University und wurde dreimal in die Bestenauswahl All-American gewählt. Er war 1977 Tennismeister der NCAA. Im selben Jahr gewann er mit der Mannschaft den NCAA-Titel, der im Jahr darauf verteidigt wurde. Mitchell trat hierbei im Doppel an der Seite von John McEnroe an.
Er wurde 1979 Tennisprofi und konnte im Jahr darauf mit McEnroe in Brisbane seinen ersten ATP-Doppeltitel erringen. In den folgenden beiden Jahren gewann er jeweils einen weiteren Doppeltitel. 1984 wurde sein erfolgreichstes Jahr. An der Seite von Francisco González gewann er drei Doppeltitel, darunter das Masters-Turnier von Cincinnati. Zudem errang er in Melbourne  durch einen Finalerfolg gegen den favorisierten Pat Cash seinen einzigen Einzeltitel auf der ATP World Tour, nachdem er im Jahr zuvor bei seiner ersten Finalteilnahme in Cleveland Marty Davis unterlegen war. Insgesamt gewann er im Laufe seiner Karriere sieben ATP-Doppeltitel, weitere drei Mal stand er in einem Doppelfinale. Seine höchste Notierung in der Tennis-Weltrangliste erreichte er 1985 mit Position 53 im Einzel sowie 1984 mit Position 30 im Doppel.
Seine besten Einzelresultate bei Grand-Slam-Turnieren waren zwei Drittrundenteilnahmen bei den Australian Open. In der Doppelkonkurrenz stand er 1986 an der Seite von Kevin Curren im Halbfinale der US Open, wo sie in fünf Sätzen gegen Mats Wilander und Joakim Nyström unterlagen.

## Erfolge
| Legende                       |
| Grand Slam                    |
| Tennis Masters Cup            |
| ATP Masters Series (1)        |
| ATP International Series Gold |
| ATP International Series (7)  |
| ATP Challenger Tour (5)       |

### Einzel

#### Turniersiege

##### ATP Tour
| Nr. | Datum            | Turnier   | Belag   | Finalgegner | Ergebnis      |
| --- | ---------------- | --------- | ------- | ----------- | ------------- |
| 1.  | 15. Oktober 1984 | Melbourne | Teppich | Pat Cash    | 6:4, 3:6, 6:2 |

##### Challenger Tour
| Nr. | Datum              | Turnier | Belag     | Finalgegner   | Ergebnis |
| --- | ------------------ | ------- | --------- | ------------- | -------- |
| 1.  | 17. September 1979 | Lincoln | Hartplatz | Peter Rennert | 6:4, 6:2 |

### Doppel

#### Turniersiege

##### ATP Tour
| Nr. | Datum              | Turnier       | Belag     | Partner            | Finalgegner                  | Ergebnis      |
| --- | ------------------ | ------------- | --------- | ------------------ | ---------------------------- | ------------- |
| 1.  | 6. Oktober 1980    | Brisbane (1)  | Rasen     | John McEnroe       | Phil Dent Rod Frawley        | 8:6           |
| 2.  | 28. September 1981 | Maui          | Hartplatz | Tony Graham        | John Alexander James Delaney | 6:3, 3:6, 7:6 |
| 3.  | 4. Oktober 1982    | Melbourne (1) | Teppich   | Francisco González | Syd Ball Rod Frawley         | 7:6, 7:6      |
| 3.  | 6. August 1984     | Cleveland     | Hartplatz | Francisco González | Marty Davis Chris Dunk       | 7:6, 7:5      |
| 5.  | 20. August 1984    | Cincinnati    | Hartplatz | Francisco González | Sandy Mayer Balázs Taróczy   | 4:6, 6:3, 7:6 |
| 6.  | 1. Oktober 1984    | Brisbane (2)  | Teppich   | Francisco González | Broderick Dyke Wally Masur   | 6:7, 6:2, 7:5 |
| 7.  | 21. Oktober 1985   | Melbourne (2) | Teppich   | Brad Drewett       | David Dowlen Nduka Odizor    | 4:6, 7:6, 6:4 |

##### Challenger Tour
| Nr. | Datum           | Turnier   | Belag     | Partner      | Finalgegner                | Ergebnis |
| --- | --------------- | --------- | --------- | ------------ | -------------------------- | -------- |
| 1.  | 7. August 1978  | Cape Cod  | Hartplatz | William Maze | Peter Rennert Kevin Curren | 6:4, 6:4 |
| 2.  | 14. August 1978 | Lancaster | Hartplatz | William Maze | Peter Rennert Kevin Curren | 7:5, 6:3 |
| 3.  | 6. April 1981   | Kyōto     | Sand      | William Maze | Bruce Kleege Dave Siegler  | 7:6, 6:3 |
| 4.  | 3. Mai 1982     | Berkeley  | Hartplatz | Lloyd Bourne | Billy Martin Bruce Nichols | 6:4, 6:4 |

#### Finalteilnahmen
| Nr. | Datum          | Turnier   | Belag       | Partner        | Finalgegner                        | Ergebnis      |
| --- | -------------- | --------- | ----------- | -------------- | ---------------------------------- | ------------- |
| 1.  | 9. August 1982 | Cleveland | Hartplatz   | Craig Wittus   | Victor Amaya Hank Pfister          | 4:6, 6:7      |
| 2.  | 30. März 1986  | Rotterdam | Teppich (i) | Wojciech Fibak | Stefan Edberg Slobodan Živojinović | 6:2, 3:6, 2:6 |